# Filippo Fontana
Filippo Fontana, detto anche Filippo da Pistoia (Pistoia, ... – 18 settembre 1270), è stato un arcivescovo cattolico italiano.

## Biografia
Dopo essere diventato vescovo di Ferrara, verso la fine degli anni 1230, nel 1250 fu trasferito a Firenze, la cui cattedra vescovile era vacante dal 1247. Fu presto nominato arcivescovo di Ravenna. Tra luglio e dicembre 1253 fu anche podestà di Ravenna.
Nel 1255 fu nominato da papa Alessandro IV legato in Lombardia e nella Marca Trevigiana per la crociata contro Ezzelino III da Romano. Dalla sede ravennate lanciò, nel 1260, la scomunica e l'interdetto contro Forlì, roccaforte dei ghibellini di Romagna.
Morì il 18 settembre 1270.
Stemma: D’azzurro, alla fontana d’oro zampillante d’argento.

## Successione apostolica
La successione apostolica è:
- Vescovo Ottaviano II degli Ubaldini (1263)